# تشارلز غاري
تشارلز غاري (بالإنجليزية: Charles Garry)‏ هو محامي أمريكي، ولد في 17 مارس 1909 في Bridgewater, Massachusetts ‏ في الولايات المتحدة، وتوفي في 16 أغسطس 1991 في بيركيلي في الولايات المتحدة بسبب سكتة.